# SatTPV
SatTPV es un software para la gestión de todas aquellas tiendas o locales que se dedican a la reparación de dispositivos electrónicos (como teléfonos inteligentes, tablets, ordenadores, etc.) y a la venta tanto de estos mismos dispositivos como de accesorios o similares.

## Reseña biográfica
El software nació en el momento en que su fundador, Brahim Khallota Benyaghli (desarrollador de sitios web), recibidó una propuesta de proyecto por parte de un local de reparaciones. La propuesta trataba de realizar un programa que permitiera a dicho local gestionar sus reparaciones y ventas (ya que no existía ninguno en el mercado que ofreciese todas las funciones necesarias).
Es en ese momento cuando el fundador y desarrollador del software, buscando inspiración en otros programas online, se dio cuenta de que todos eran bastante complejos y para nada intuitivos, y con la ayuda del dueño del local, se comenzó a desarrollar SatTPV completamente desde cero eliminando todas las funciones innecesarias y permitiendo que sea mucho más rápido e intuitivo.
Después de varios meses, concretamente en diciembre de 2020, el fundador vio un enorme potencial en el software debido al gran interés por él por parte de muchos otros locales. Suceso que llevó a la mejora completa del software de reparaciones hasta dejarlo como está ahora.

## Situación actual
El software actualmente cuenta con más de 100 clientes, y esto solo en España, el único país donde se puede adquirir este software para tiendas de móviles.
Es importante mencionar que el software estará disponible para todo el mundo cuando haya sido traducido y se hayan implementado todas las funciones pendientes.

## Funciones del software
Estas son algunas de las funciones que el software SatTPV permite realizar a las tiendas SAT que lo emplean:

### Registro de reparaciones
Desde el panel se pueden registrar reparaciones asignando un cliente (ya sea nuevo, existente o anónimo) y los datos del dispositivo (marca, modelo, IMEI, fallo, coste estimado, etc).
Posteriormente, se pueden adjuntar imágenes del dispositivo, asignar componentes empleados, realizar un test del móvil, ver todos los detalles, ver la ficha del cliente, entre otros. Además de poder modificar el estado actual de la reparación entre (En reparación, Reparado, Entregado, Devolución o Cancelado).
Las reparaciones se pueden filtrar por marca, modelo, imei, fallo, componente, empleado, fecha y estado.

### Registro de ventas
Las ventas se pueden registrar asignando también un cliente (opcionalmente), seleccionado el/los productos de la venta y seleccionando el método de pago. Posteriormente, se pueden realizar devoluciones y consultar las garantías de cada uno de los productos.

### Registro de clientes
Por otra parte tenemos el listado de clientes, donde aparecerán todos aquellos que hayan sido registrados en el proceso de reparación o venta, además de los que hayan sido registrados directamente desde este panel.
Dentro de cada ficha de cliente, podemos consultar toda su información personal, fecha de registro, listado de reparaciones, listado de ventas, entre otros.

### Control de stock
Como no, también disponemos de un listado de productos y componentes. Ambos están vinculados con las ventas y reparaciones, por lo tanto, cuando se realiza una venta o se asigna un componente a una reparación, podemos ver cómo disminuye el stock tal y como es debido.

### Otros
Otras funciones son el control de garantías, listado de empleados, niveles de acceso, facturación todo en uno, entre otros.